# Tauschia purpusii
Tauschia purpusii är en flockblommig växtart som beskrevs av Minosuke Hiroe. Tauschia purpusii ingår i släktet Tauschia och familjen flockblommiga växter. Inga underarter finns listade i Catalogue of Life.